# Thayeria obliqua
Thayeria obliqua är en fiskart som beskrevs av Eigenmann, 1908. Thayeria obliqua ingår i släktet Thayeria och familjen Characidae. Inga underarter finns listade i Catalogue of Life.